# Almaty Open
Almaty Open je profesionální tenisový turnaj mužů v kazachstánském Almaty, hraný na tvrdých dvorcích Almaty Areny. Založen byl v roce 2020 jako náhrada za zrušené události podzimní asijské túry v důsledku pandemie covidu-19. Do roku 2023 probíhal v kazachstánské metropoli Astaně pod názvem Astana Open v Národním tenisovém centru Daulet na tvrdém povrchu GreenSet. Na okruhu ATP Tour patří do kategorie ATP Tour 250. 
V roce 2021 se jednalo o smíšený turnaj, když se jej zúčastnily také ženy na okruhu WTA Tour v rámci kategorie WTA 250. Astana Open se stal historicky první kazachstánskou událostí na okruzích ATP a WTA Tour.

## Historie
Kvůli pandemii covidu-19 byl v roce 2020 přerušen mužský i ženský profesionální okruh a řada turnajů zrušena. Astana Open v Nur-Sultanu se stal součástí kalendáře ATP jako jedna z dodatečně zařazených událostí na přelomu října a listopadu 2020, kdy z okruhu vypadla podzimní asijská túra. Jednoletou licenci turnaj získal i v roce 2021 ze stejných důvodů. Do Astana Open 2021 zasáhly i ženy v kategorii WTA 250, jako součást nahrazení zrušených čínských turnajů.
V sezóně 2022 proběhlo přechodné povýšení Astana Open z úrovně ATP Tour 250 do kategorie ATP Tour 500, za absentující China Open v Pekingu. Ročník vyhrál Srb Novak Djoković. Turnaj se v roce 2022 stal trvalou součástí mužského okruhu po vyřazení St. Petersburg Open kvůli ruské invazi na Ukrajinu. V ročníku 2024 se dějiště přesunulo z kazachstánské metropole Astany do nejlidnatějšího města státu Almaty, které podle tenisových funkcionářů plnilo funkci „tenisového hlavního města“ euroasijského státu. Turnaj byl přejmenován na Almaty Open a místem konání se staly tvrdé dvorce 12tisícové arény Almaty. Hala primárně využívána pro lední hokej musela být během dvanácti dnů upravena na tenisový turnaj.

## Vývoj názvu turnaje
- 2020–2023: Astana Open
- od 2024: Almaty Open

## Přehled finále

### Mužská  dvouhra
| Rok  | vítěz            | finalista          | výsledek      |
| ---- | ---------------- | ------------------ | ------------- |
| 2020 | John Millman     | Adrian Mannarino   | 7–5, 6–1      |
| 2021 | Kwon Sun-u       | James Duckworth    | 7–6(8–6), 6–3 |
| 2022 | Novak Djoković   | Stefanos Tsitsipas | 6–3, 6–4      |
| 2023 | Adrian Mannarino | Sebastian Korda    | 4–6, 6–3, 6–2 |
| 2024 | Karen Chačanov   | Gabriel Diallo     | 6–2, 5–7, 6–3 |

### Mužská čtyřhra
| Rok  | vítězové                                | finalisté                           | výsledek               |
| ---- | --------------------------------------- | ----------------------------------- | ---------------------- |
| 2020 | Sander Gillé Joran Vliegen              | Max Purcell Luke Saville            | 7–5, 6–3               |
| 2021 | Santiago González Andrés Molteni        | Jonatan Erlich Andrej Vasilevskij   | 6–1, 6–2               |
| 2022 | Nikola Mektić Mate Pavić                | Adrian Mannarino Fabrice Martin     | 6–4, 6–2               |
| 2023 | Nathaniel Lammons Jackson Withrow       | Mate Pavić John Peers               | 7–6(7–4), 7–6(9–7)     |
| 2024 | Rithvik Čoudary Bollipalli Ardžun Kadhe | Nicolás Barrientos Skander Mansouri | 3–6, 7–6(7–3), [14–12] |

### Ženská dvouhra
| Rok  | vítěz                  | finalista         | výsledek      |
| ---- | ---------------------- | ----------------- | ------------- |
| 2021 | Alison Van Uytvancková | Julia Putincevová | 1–6, 6–4, 6–3 |

### Ženská čtyřhra
| Rok  | vítězky                                   | finalistky                                 | výsledek         |
| ---- | ----------------------------------------- | ------------------------------------------ | ---------------- |
| 2021 | Anna-Lena Friedsamová Monica Niculescuová | Angelina Gabujevová Anastasija Zacharovová | 6–2, 4–6, [10–5] |